# 自衛隊パキスタン派遣 (2010年)
自衛隊パキスタン派遣（じえいたいパキスタンはけん）は、パキスタン・イスラム共和国への国際緊急援助法に基づく自衛隊派遣。

## 概要
2010年7月下旬、パキスタン北部で豪雨による洪水が発生。衛生環境の悪化による感染症が蔓延する可能性があり、北西部は武装勢力の拠点で、救援活動による住民の取り込みを図るなど、復興が長引けば治安の悪化が懸念されるため、パキスタン政府は各国に支援を要請した。
8月19日、外務省が防衛省に対して派遣について協議して、国際緊急援助隊として物資の輸送をするヘリコプター部隊の派遣を決定した。北澤俊美防衛大臣は自衛隊に派遣準備を指示した。
航空援助隊は第4師団が根幹部隊となる。中央即応集団とCH-47を運用している第1ヘリコプター団も編成に加わる。UH-1は航空自衛隊の輸送機で空輸され、輸送機に入らない大型のCH-47は海上自衛隊の輸送艦と民間の大型輸送機An-124で運ばれる。

## 武器の不携行
北部に比べて治安の良い南部で活動したが、根拠法の国際緊急援助隊の派遣に関する法律は武器の携行ができない。第174回国会で自由民主党が武器使用を可能とする改正案を提出したが、議論されなかった。
北澤防衛大臣と前原誠司外務大臣は、武器使用基準について検討することを表明している。

## 任務

### 準備
防衛大臣の派遣準備の指示を受けて、その日の夜に自衛隊の先遣隊が成田空港から出国。
8月22日、輸送機2機が小牧基地から高遊原分屯地に移動してUH-1（1機）と整備器材を積み込んだ。装備の受け入れなどをする航空援助隊の第1陣はパキスタンに到着。
8月23日、輸送機がパキスタンへ向け出発。フィリピンとインドを経由して、25日に到着。23日と24日も輸送機が2機ずつ装備を搭載して、それぞれ25日、26日現地に到着した。

### 終結
陸路が使用可能になり航空輸送の需要が低下し、パキスタン政府からの要請により、10月5日に防衛大臣は終結に関する行動命令を発出した。命令を受け、航空援助隊は10月10日に輸送活動を終了した。帰国のための空輸隊が編成され、日本へ向け航行中だった「しもきた」は、6機のヘリコプターを回収するため再び進路をパキスタンに向けた。
航空援助隊約180名は10月26日にKC-767と民間機で福岡空港・板付飛行場に帰国した。第1ヘリコプター団の隊員は翌日、輸送機で木更津駐屯地へ帰隊。撤収残務をしていた隊員は10月29日に帰国した。

## 部隊
- パキスタン国際緊急航空援助隊
陸上自衛隊西部方面隊第4師団を中心に編成。約200名。UH-1多用途ヘリコプター3機、CH-47輸送ヘリコプター3機。パンジャーブ州のパキスタン軍基地を拠点に人員・物資を輸送。
- パキスタン国際緊急援助海上輸送隊
海上自衛隊輸送艦「しもきた」により、CH-47や物資を輸送。
- パキスタン国際緊急援助空輸隊
航空自衛隊航空支援集団により編成。輸送機と故障に備え、支援機2機。
  - 第1パキスタン国際緊急援助空輸隊
C-130H輸送機（2機）により装備を輸送
  - 第2パキスタン国際緊急援助空輸隊
C-130H輸送機（2機）により装備を輸送
  - 第3パキスタン国際緊急援助空輸隊
C-130H輸送機（2機）により装備を輸送
  - 第4パキスタン国際緊急援助空輸隊
KC-767空中給油・輸送機により帰国する陸自隊員を輸送。
- 統合運用調整所
活動に必要な調整を関係する機関、国と行う。約20名。

## 沿革
- 2010年（平成22年）
  - 8月9日 - パキスタン政府から物資輸送のためのヘリコプター派遣要請
  - 8月13日 - 防衛省と外務省による調査団を派遣
  - 8月19日 - 防衛大臣がパキスタン・イスラム共和国への国際緊急援助隊の派遣に係る準備に関する防衛大臣指示を発出[7]、先遣隊21名が出国
  - 8月20日 - 防衛大臣が派遣命令を発出[8]
  - 8月21日 - 航空援助隊の第1陣50名が福岡空港から民間機で出国
  - 10月5日 - 防衛大臣が国際緊急援助活動の終結に関する行動命令を発出[9]
  - 10月10日 - 航空援助隊が輸送活動を終了